# سد حبيس
سد حبيس أحد سدود مكة المكرمة التاريخية بالسعودية.

## الوصف
يقع سد حبيس على بعد 12 كم شمال شرق محطة شعر (خبراء الحاج). يمتد جداره من الجنوب إلى الشمال بطول 66 متر. ويبلغ سمك هذا الجدار مترًا واحدًا، وارتفاعه 1.5 متر، بني بأحجار مجصصة مدعمة بأكتاف نصف دائرية، بني على الأرجح في أواخر القرن الثاني الهجري، ولا يزال هذا السد في حالة جيدة.